# Spies Reminiscent of Us
Spies Reminiscent of Us (titulado Espías que nos recuerdan a nosotros en España y Espías más o menos como nosotros en Hispanoamérica) es el tercer episodio de la octava temporada de la serie Padre de familia emitido el 11 de octubre de 2009 en Estados Unidos a través de FOX. La trama se centra en Brian y Stewie, los cuales descubren que los actores Chevy Chase y Dan Aykroyd, los cuales se han mudado a la antigua casa de Cleveland, son en realidad espías, posteriormente les acompañarán hasta Rusia para una misión secreta. Por otro lado, Peter, Joe y Quagmire deciden formar un grupo cómico de improvisación.
El episodio está escrito por Alec Sulkin y dirigido por Cyndi Tang. Las críticas por parte de la crítica fueron positivas por el argumento y las referencias culturales. Según la cuota de pantalla Nielsen, el episodio fue visto por 8,88 millones de televidentes en su primera emisión. El episodio contó con la participación de Dan Aykroyd, Chevy Chase, Gary Cole, Dimitri Diatchenko, James Lipton, Henriette Mantel, Chris Parson, Nicole Sullivan y Mae Whitman entre otros actores del reparto habitual.

## Argumento
Harto de que el cuarto de baño esté siempre ocupado, Peter decide aprovechar el baño de su antiguo vecino Cleveland, vacía desde que se mudara, pero la alegría no le dura demasiado, puesto que dos personas, los actores Chevy Chase y Dan Aykroyd han comprado la casa. Tras conocerles, Peter decide invitarles a cenar con su familia. Tras acceder encantados, Peter en la cena intenta sorprenderles con sus destrezas cómicas, incluyendo una personificación mediocre de John Wayne que ambos actores encuentran carente de gracia. Ofendido por la opinión de los dos, Peter decide crear un grupo de improvisación con Quagmire y Joe, pero su falta de conocimiento para la comedia saca de quicio a los amigos de este, sin embargo, cuando llega el día de la actuación en directo, Peter consigue encandilar al público con su imitación cutre de John Wayne para sorpresa de Quagmire y Joe. 
Por otro lado, Brian y Stewie encuentran muy sospechoso que los dos actores se hayan ido a vivir juntos en su vecindario, por lo que deciden colarse en su casa e investigar hasta que dan con una agencia militar secreta subterránea, tras descubrir que ambos son espías, Chase y Aykroyd les explican el expresidente Ronald Reagan les contrató como tales después de ver Spies Like Us y que la razón de que se encuentran en Quahog es que durante la Guerra Fría, la Unión Soviética hizo de varios ciudadanos estadounidenses, agentes durmientes que actualmente están en trance a la espera de ser activado por la KGB cuando alguien pronuncie la frase: "Vaya, seguro que esa familia italiana está bien callada" - frase que normalmente nadie usaría.
Stewie, Brian y los actores acuden al ayuntamiento para avisar al alcalde West de la posibilidad de que haya un agente durmiente, sin embargo descubren que West es uno de ellos. Tras una pelea, el alcalde consigue huir y escapa a Rusia, los cuatro de inmediato se ponen en su búsqueda. Pero, una vez que llegan a Moscú, estos son detenidos por la policía por órdenes del primer ministro Vladímir Putin. Una vez son llevados al Kremlin, el ministro les informa las palabras para activar a los agentes durmientes podrían dejar en ridículo al gobierno y se ofrece para ayudarles a detener a West. Finalmente dan con él, el cual pretende activar un misil de larga distancia a territorio estadounidense hasta que vuelve a la normalidad, pero el misil ya está activado. Afortunadamente cuando West dice "lo último que recuerdo fue aquel vídeo de Michael Jackson. Vaya como se mueve" Aykroyd se da cuenta de que puede hackear el sistema de navegación del misil, esto le permite llevar el arma hasta la atmósfera para que explote allí sin causar ningún daño, sin embargo, uno de los restos del misil impacta contra la fachada de la nueva casa de Cleveland para disgusto del personaje al ver que se repite la "historia" del gag de la bañera de Quahog.
El episodio acaba con Brian y Stewie en el recibidor hablando de su experiencia cuando de pronto dicen la frase de activación revelando que Meg es otra de las agentes durmientes en activo desde ese momento.

## Producción y desarrollo

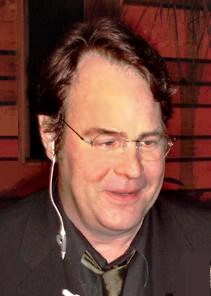
Dan Aykroyd (en la imagen) junto con Chevy Chase (imagen de abajo) prestaron sus voces a sus respectivos personajes.

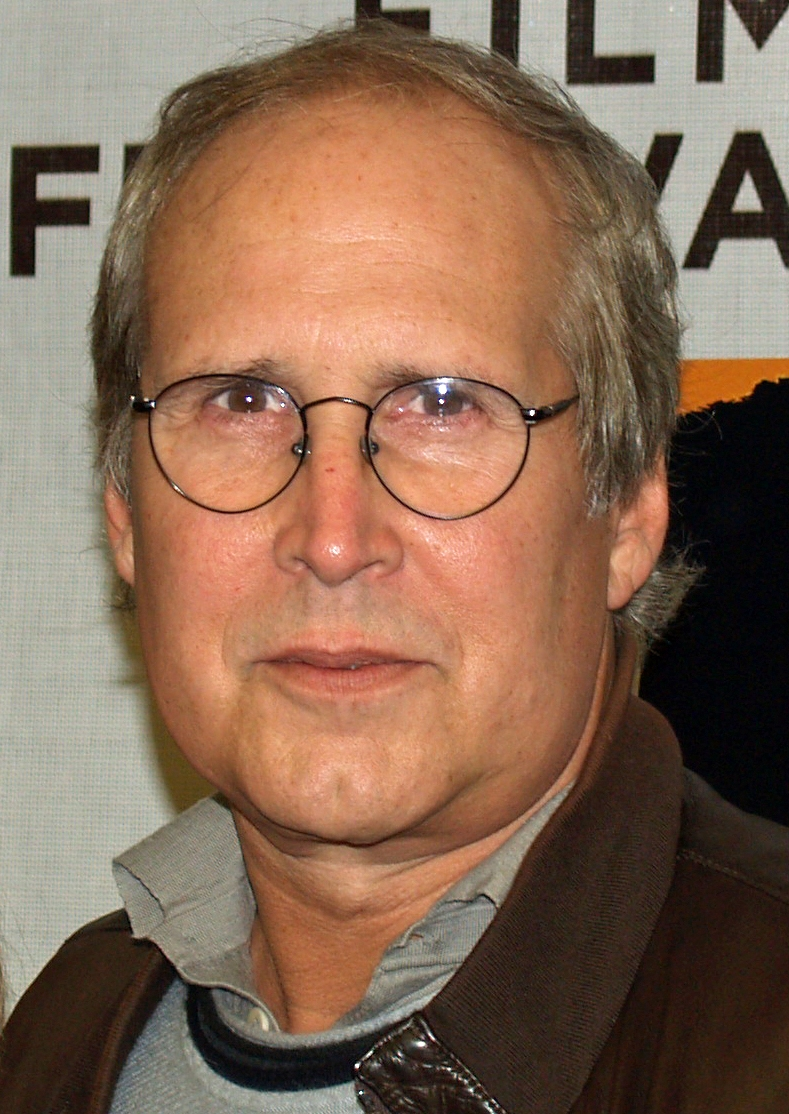

El episodio está escrito por Alec Sulkin y dirigido por Cyndi Tang en su primer episodio de la temporada. Al principio se tenía pensado que fuera un Road to... titulado Road to '85 pero fue remplazado junto con por Road to the Multiverse. Greg Colton convenció a Seth MacFarlane de que hiciera el cambio ya que la subtrama de Peter no tenía nada que ver a una aventura de viajes. Los habituales de la serie James Purdum y Peter Shin trabajaron como supervisores de dirección, y MacFarlane y David Zuckerman como parte del equipo de guionistas.
Spies Reminiscent of Us aparece en la octava edición del DVD junto con los otros siete primeros episodios de la octava temporada. La edición incluye la opción de audiocomentario de Seth MacFarlane y el resto del equipo técnico y artístico, escenas eliminadas y la animatica del episodio Road to the Multiverse.
Esta es la segunda aparición de Mike Henry como la voz de Cleveland desde Road to the Multiverse. El actor abandonó la serie para protagonizar con su personaje The Cleveland Show creado por el propio Henry, MacFarlane y Richard Appel. Aparte del reparto habitual, el episodio contó con la participación de los actores: Dan Aykroyd, Chevy Chase, Gary Cole, Dimitri Diatchneko, Chris Parson, Henriette Mantel, Mae Withman, Nicole Sullivan, Johnny Brennan, Ralph Garman y el presentador: James Lipton. Los guionistas, Mark Hentemann, Alec Sulkin y John Viener también contribuyeron.

## Referencias culturales

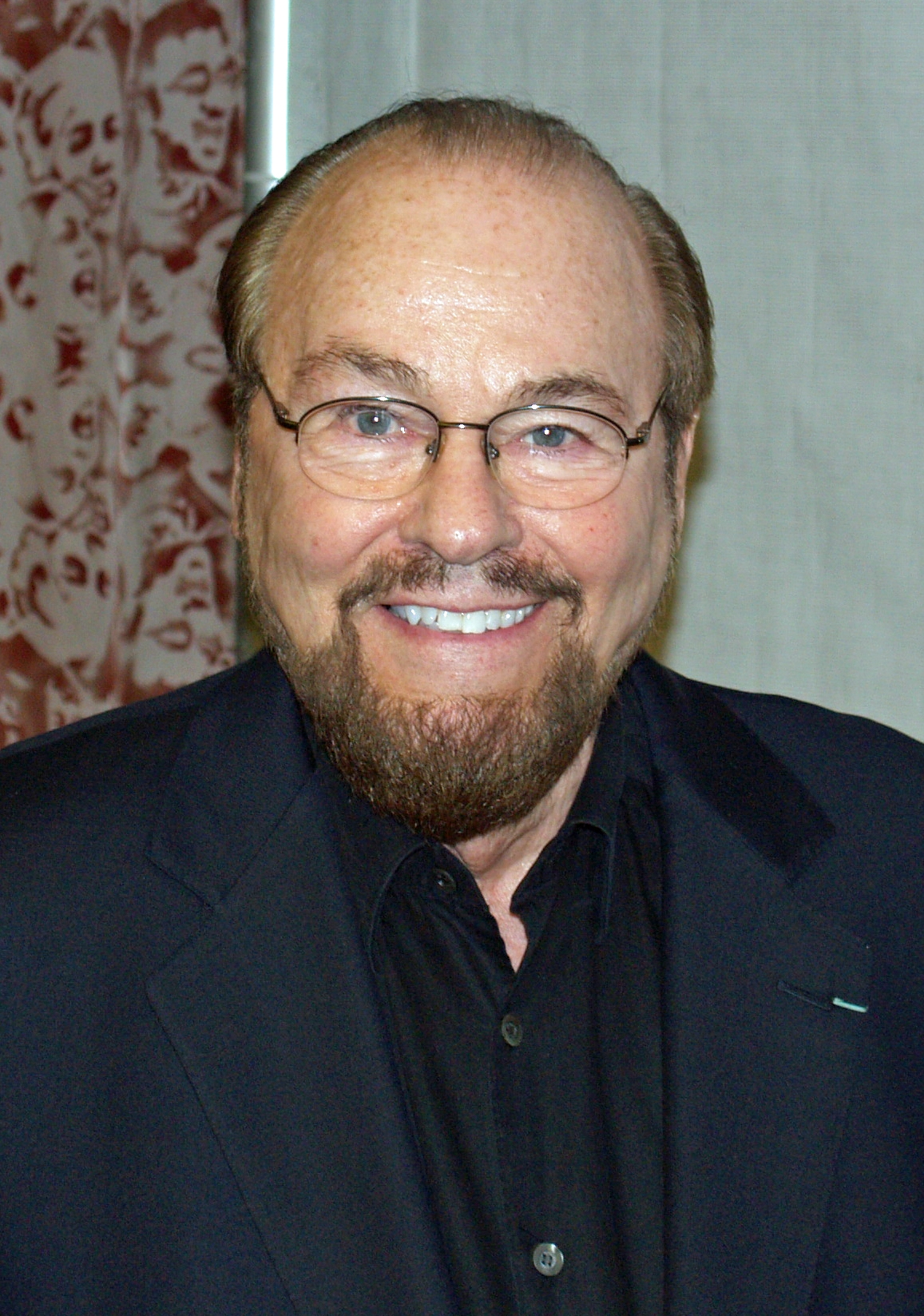
El actor y presentador James Lipton fue artista invitado en una secuencia en imagen real.